# Famille von Lettow-Vorbeck
La famille von Lettow-Vorbeck est une ancienne famille noble de Poméranie-Occidentale.

## Histoire
En tant qu'ancêtre de la famille, Witzke von Vorbeck est mentionné dans un document sur une partie de Tempelburg en 1330. Sa lignée commence avec Erdmann v. Vorbeck 1350, 1365, basé en Poméranie. Le nom Lettow est mentionné pour la première fois en 1364 et 1409 et est progressivement devenu le nom principal. Jusqu'au milieu du XVe siècle, tous les membres de la famille se sont appelés Lettow, au XVIIe siècle également Vorbek Lettow. Dans les différentes lignes et branches, les différents noms sont utilisés en même temps. Par conséquent, à la demande de la famille le 30 mars 1891, le bureau du héraut prussien de Berlin accorde à toute la famille la permission de porter le nom de Lettow-Vorbeck .
La grande majorité des membres de la famille Lettow exploitent des domaines, sont des officiers et fournissent souvent des généraux . La domaine familial se trouve en Poméranie-Occidentale et comprend une vingtaine de domaines dans l'arrondissement de Rummelsburg-en-Poméranie. Dans d'autres parties de la Poméranie , la famille possède également de nombreux domaines en tant que fiefs des ducs de Poméranie, plus tard des électeurs de Brandebourg et des rois de Prusse. Une grande partie des propriétés est perdue pendant la guerre de Trente Ans. Frédéric le Grand donne en héritage au général Heinrich Wilhelm von Lettow (de) plusieurs domaines dans la région de Naugard et lui donne également le domaine de Wangeritz, situé dans le même arrondissement, comme domaine libre. En raison de la Seconde Guerre mondiale, la famille perd tous ses biens fonciers.

## Armes

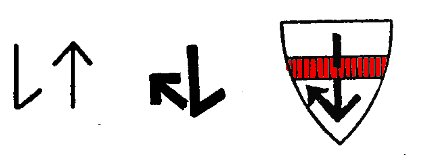
Formation des armoiries de la famille von Lettow-Vorbeck à partir de runes

Le blason a une barre rouge dans le bouclier, à travers laquelle une ancre noire, mutilée sur le bras supérieur et gauche, est collée. Il y a 3 plumes de héron noir sur le casque, qui est recouvert de couvertures rouges et argentées.
L'emblème correspondant se lit comme suit: Si l'ancre se brise, l'homme s'arrête .

### Saga héraldique
La saga des armoiries explique en vers la signification de l'ancre dans les armoiries du Vorbeck ainsi que l'apparition du nom supplémentaire Lettow en raison des mérites guerriers d'un Vorbeck dans le "Lettenland": Ce Vorbeck a souffert une rupture d'ancre à la suite d'une tempête sur la mer Baltique et le navire était en sécurité pendant la tempête contrôlée. Pour rappel, il avait une ancre cassée dans les armoiries. Puisque ni cet événement ni une tradition maritime ne sont documentés, l'ancre représente probablement une rune de cravate raffinée, qui est composée de la rune laguz ᛚ et de la rune Tyr ᛏ . Leurs valeurs sonores "L" et "T" forment la structure consonantique du nom Lettow.

## Personnalités
- Ewald George von Lettow (de) (1698-1777), colonel prussien, chef du 4e régiment de garnison
- George Ulrich von Lettow (de) (1714–1792), propriétaire d'un manoir prussien et administrateur de l'arrondissement de Greifenberg
- Heinrich Wilhelm von Lettow (de) (1714–1793), général de division prussien
- Werner Ernst von Lettow (de) (1738–1789), propriétaire d'un manoir prussien, administrateur de l'arrondissement de Konitz (de) et conseiller de guerre et de domaine
- Karl Ernst Ludwig von Lettow (de) (1746–1826), général prussien
- Georg Wilhelm von Lettow (de) (1762–1842), lieutenant général prussien, commandant du 4e brigade d'infanterie (de)
- Paul Karl von Lettow-Vorbeck (de) (1832-1919), général prussien de l'infanterie
- Hermann von Lettow-Vorbeck (1835–1913), général d'infanterie prussien, auteur de la chronique familiale de 1877
- Moritz von Lettow-Vorbeck (de) (1835–1920), général de division prussien
- Max von Lettow-Vorbeck (1837-1912), général de division prussien
- Oskar von Lettow-Vorbeck (de) (1839-1904), major général prussien et historien militaire
- Paul von Lettow-Vorbeck (1870-1964), général d'infanterie allemand (Afrique générale), homme politique (DNVP) et écrivain
- Kurt von Lettow-Vorbeck (de) (1879-1960), administrateur d'arrondissement prussien, directeur général du bureau de Berlin Pfandbrief
- Christa von Lettow-Vorbeck (1881–1945), peintre de Berlin
- Hans-Albert von Lettow-Vorbeck (1901-1942), officier allemand de la Waffen-SS.
- Gerd von Lettow-Vorbeck (de) (1902-1974), écrivain chasseur et rédacteur en chef chez Paul Parey Verlag
- Nicolas Bogislav von Lettow-Vorbeck (né en 1984), écrivain